# 제1회 서울국제사랑영화제
제1회 서울국제사랑영화제는 2003년 9월 22일에 열린 시상식이다.

## 수상 및 후보

### 대상
- 야곱의 사다리 - 조아람 수상

### 갓피상(단편경쟁부문)
- 누가 예수를 죽였는가? - 우민호 수상
- 누가 예수를 죽였는가? - 이석근 수상
- 비둘기 - 강만진 수상

### 국제 단편 경쟁
- 리워드 - 박성범
- 미친 김치 - 강지이
- 인톨러런스 - 송미나
- 8월의 일요일들 - 김정욱
- 나무아미타불 크리스마스 - 박관호
- 흙에서 흙으로 - 홍성훈
- Heaven? Heaven! - 안상훈
- 크리스마스 죽이기 - 지영균
- 대속 - 오풍원
- 제3문화의 아이들 - 김주철
- 다시 찾은 크리스마스 - 조성은
- 프로파간다 - 조성은
- 무지개 동산 - 이인호
- 쥐구멍은 어디에 있나 - 임병훈
- 한여름 밤의 꿈 - 이동윤
- 여름으로 가는 문 - 서정민
- 뉴스페이퍼 - 방의석 외1명
- 우리 순이는 어디로 갔을까? - 남다정
- 유년의 별 - 박재현
- 그해 아폴로 11호는 달에 갔을까? - 김경화
- 원 파인 데이 - 하준원
- 테레비 - 김주영
- 1학년 1학기 - 이상엽
- 기침 - 김현성
- 할아버지 캄퓨타를 고치다 - 강한빛
- 손님 - 서태수
- 어떤 나들이 - 박수영
- 여기가 끝이다 - 박인제
- 맥도날드 소년 - 김미진
- 뱅뱅이 - 박지원